# Arvor (journal)
Pour les articles homonymes, voir Armor (homonymie).
 (août 2025).
Si vous disposez d'ouvrages ou d'articles de référence ou si vous connaissez des sites web de qualité traitant du thème abordé ici, merci de compléter l'article en donnant les références utiles à sa vérifiabilité et en les liant à la section « Notes et références ».
Arvor est un journal hebdomadaire français (breton) publié sous l'Occupation par Roparz Hemon. 
Certains voient dans cette publication le premier hebdomadaire en langue bretonne, dont l'édition montre la montée en puissance du mouvement Gwalarn fondé en 1925. Il a été créé à l'automne 1940 par Roparz Hemon, avec Loeiz Andouard, Meavenn, Kerverziou.
Il paraît à partir de 1941, la collection imprimée complète va du n°1 (5 janvier 1941) au n°176 (4 juin 1944). Par la suite une nouvelle série manuscrite fait brièvement perdurer le journal jusqu'à la fin juillet et/ou début août 1944. Série comprenant une dizaine de numéros, du n° 177 (n°1 de la nouvelle série)  daté du 11 juin 1944 jusqu'au moins le n°182 (n°7 de la nouvelle série) daté du  23 juillet 1944. 
Certains articles sont relevés comme antisémites et anti-français[réf. nécessaire]. Au début, les éditoriaux de Roparz Hemon et certains articles sont en français, puis le breton y gagne du terrain, et le journal paraîtra à partir d'août 1942 entièrement rédigé en breton. Il est dirigé en 1943-1944 par Youen Drezen. 

## Membres
- Loeiz Andouard, de 1941 à 1943
- Gwilherm Berthou Kerverziou (administrateur)
- Pierre Denis, d’abord sous son pseudonyme de Maopreden (du 20 février au 20 juin 1943), puis sous nom bretonnisé Pêr Denez (du 18 juillet 1943 jusqu'au dernier numéro du journal, le 16 juillet 1944, sans interruption) y écrit.
- François Eliès
- Alan Heusaff
- Yann Ar Beg
- Hervé Le Helloco
- Ivona Martin
- Fant Rozec

## Citations
Quatre extraits d'Arvor sont notoires :

« Je me déclare, me tenant sur le strict terrain culturel, qui est le nôtre, partisan d'une collaboration loyale avec les peuples qui façonnent, sous nos yeux, l'Europe nouvelle. »

— Roparz Hemon, Arvor, no 75, 14 juin 1942
« L'Europe nouvelle » : c'est sous ce vocable qu'en 1940 les sirènes de la propagande qualifièrent le continent unifié de force par les armées du Troisième Reich. Roparz Hemon était payé par la Propaganda Staffel pour ses émissions en breton et Arvor est autorisé comme nouveau périodique par le même organisme.

« La Troisième République française a répandu dans le peuple une culture basée sur la mystique de la Révolution de 1789, revue et corrigée par le parti radical, avec, cela va sans dire, la collaboration des Juifs et des Loges ; culture où la morale, surtout négative, veut échapper aux dogmes religieux, où les sciences dites exactes prennent le pas sur les sciences d'observation, où l'histoire obéit aux concepts jacobins, où la littérature se réclame du monde gréco-latin. »

— Pendaran dans Culte et culture, Arvor, no 22, 1er juin 1941

« La Bretagne n'a qu'une langue : le breton. Le français n'est qu'une langue étrangère. Bien que le français soit en usage parmi nous, et qu'il soit appelé à l'être encore, notre but c'est de bannir le français. Tant qu'il restera dans notre pays quelqu'un qui parle le français, c'en sera un de trop. »

— Arvor, 1942

« Dans un pays comme le nôtre, où l’ouest et l’est parlent des langues différentes, une sorte de bilinguisme est une nécessité. (…) Qu’il y ait intérêt, dans les écoles de Haute-Bretagne, à enseigner les éléments de la véritable langue nationale, le breton, je le concède volontiers. Qu’il y ait intérêt dans les écoles de Basse-Bretagne, à enseigner le français, cela est moins évident. (…) Quoi qu’il en soit, l’enseignement en Basse-Bretagne doit être donné tout en entier en breton, quelques heures pouvant être consacrées à l’étude du français ou d’une autre langue. » »

— Pendaran dans Bilinguisme, Arvor, no 58, 15 février 1942

« L'histoire de Bretagne, croyons-nous, est au programme des écoles, et obligatoirement les petits Bretons doivent apprendre que les celtes ont subi plusieurs siècles de honte et d'esclavage, depuis le temps où les légions romaines débarquaient dans l'île de Bretagne jusqu'au temps ou feue Marianne livrait notre pays à ses juifs. »

— Pendaran dans « Me a lenno » dans les écoles, Arvor, no 81, 26 juillet 1942

Ces citations pourraient laisser penser qu'elle ne reflèteraient pas l'ensemble d'Arvor, qui serait une revue apolitique. Ces citations sont ainsi présentées comme devant être remises dans un contexte historique qui comportait un antisémitisme ambiant et un ressentiment anti-français attribué à ce qui est présenté comme ayant été une politique d’extermination de la langue bretonne par l'État français.[réf. nécessaire]